# Bacurín (Lugo)
Bacurín (llamada oficialmente San Miguel de Bacurín) es una parroquia y una aldea española del municipio de Lugo, en la provincia de Lugo, Galicia.

## Organización territorial
La parroquia está formada por seis entidades de población, constando cinco de ellas en el nomenclátor del Instituto Nacional de Estadística español:
- As Corredoiras
- Bacurín
- Carricova
- Mourentaos
- Portafontao
- Vigo

## Demografía

### Parroquia
| Gráfica de evolución demográfica de Bacurín (parroquia) entre 2000 y 2020 |
|                                                                           |
| Datos según el nomenclátor publicado por el INE.                          |

### Aldea
| Gráfica de evolución demográfica de Bacurín (aldea) entre 2000 y 2020 |
|                                                                       |
| Datos según el nomenclátor publicado por el INE.                      |